# RDF Schema
RDF Schema (z ang. Resource Description Framework Schema, w skrócie RDFS) – język reprezentacji wiedzy, oparty na RDF. O ile RDF zawiera jedynie informacje w postaci grafu skierowanego, to RDF Schema wprowadza podstawowe pojęcia, pozwalające na strukturalne uporządkowanie tego grafu. RDF Schema stanowi bazę dla języka OWL, pozwalającego na jeszcze dokładniejszy zapis wiedzy. Zapisane za pomocą RDFS struktury, nazywane są słownikami RDF (ang. RDF vocabularies). Język RDF Schema stanowi rekomendację W3C.
Podstawowym konstruktem języka RDFS jest klasa. Pojęcie klasy jest pokrewne pojęciu zbioru z teorii mnogości. Do klasy może należeć dowolna liczba wierzchołków z grafu RDF. Zasadniczą różnicą pomiędzy pojęciem klasy w programowaniu obiektowym jest fakt, że zasadniczo obiekt należy do jednej klasy, podczas gdy wierzchołek może być przydzielony do dowolnej liczby klas. O ile więc w programowaniu obiektowym to kształt klasy determinuje obiekty, o tyle w RDFS to zbiór wierzchołków stanowi o tym, czym jest klasa.

## Przykład
```
<?xml version="1.0"?>

<rdf:RDF
 
xmlns:rdf=
"http://www.w3.org/1999/02/22-rdf-syntax-ns#"

 
xmlns:rdfs=
"http://www.w3.org/2000/01/rdf-schema#"
>

<rdfs:Class
 
rdf:ID=
"Osoba"
></rdfs:Class>

<rdfs:Class
 
rdf:ID=
"Nauczyciel"
>

	
<rdfs:subClassOf
 
rdf:resource=
"#Osoba"
 
/>

</rdfs:Class>

<rdfs:Class
 
rdf:ID=
"Student"
>

	
<rdfs:subClassOf
 
rdf:resource=
"#Osoba"
 
/>

</rdfs:Class>

<rdfs:Class
 
rdf:ID=
"Wykład"
 
/>

<rdf:Property
 
rdf:ID=
"maNauczyciela"
>

	
<rdfs:domain
 
rdf:resource=
"#Wykład"
 
/>

	
<rdfs:range
 
rdf:resource=
"#Nauczyciel"
 
/>

</rdf:Property>

<rdf:Property
 
rdf:ID=
"maStudentów"
>

	
<rdfs:domain
 
rdf:resource=
"#Wykład"
 
/>

	
<rdfs:range
 
rdf:resource=
"http://www.w3.org/1999/02/22-rdf-syntax-ns#Seq"
 
/>

</rdf:Property>

<rdfs:Property
 
rdf:ID=
"maNazwę"
>

	
<rdfs:domain
 
rdf:resource=
"#Wykład"
 
/>

	
<rdfs:domain
 
rdf:resource=
"#Osoba"
 
/>

	
<rdfs:range
 
rdf:resource=
"http://www.w3.org/1999/02/22-rdf-syntax-ns#Literal"
 
/>

</rdfs:Property>

</rdf:RDF>

```